# Saint-Germain-Lavolps
Saint-Germain-Lavolps is een gemeente in het Franse departement Corrèze (regio Nouvelle-Aquitaine) en telt 91 inwoners (2009). De plaats maakt deel uit van het arrondissement Ussel.

## Geografie
De oppervlakte van Saint-Germain-Lavolps bedraagt 19,8 km², de bevolkingsdichtheid is dus 4,6 inwoners per km².
De onderstaande kaart toont de ligging van Saint-Germain-Lavolps met de belangrijkste infrastructuur en aangrenzende gemeenten.

## Demografie
Onderstaande figuur toont het verloop van het inwonertal (bron: INSEE-tellingen).